# Kaj Birket-Smith
Kaj Birket-Smith, né le 20 janvier 1893 à Copenhague et mort le 28 octobre 1977 à Vodskov (da), est un philologue, anthropologue et explorateur danois. 
Il s'est spécialisé dans l'étude des habitudes et de la langue des Inuits et des Eyaks. Membre de l'expédition Thulé de Knud Rasmussen (1921), en 1940, il devient directeur du département ethnographique du Musée national du Danemark.

## Biographie
Kaj Birket-Smith est le fils du bibliothécaire et historien littéraire danois Sophus Birket-Smith (da) et de son épouse Ludovica (née Nielsen). Il étudie à la Metropolitanskolen dès 1910.
En 1912, il prend part à une expédition zoologique dans le sud du Groenland puis, en 1918, à un voyage de recherche ethnographique dans le nord du Groenland et, en 1921-1923, participe à la cinquième expédition de Knud Rasmussen à Thulé. Il entreprend ensuite un voyage de recherche archéologique et ethnographique en Alaska en 1933 et un voyage d'étude aux Philippines et en Océanie en 1951.
Il obtient son doctorat en linguistique à l'Université de Pennsylvanie en 1937. La même année, il est employé comme sous-inspecteur au Musée national, où il passe au rang d'inspecteur II en 1931 et d'inspecteur I en 1938. En 1940, il devient chef du département ethnographique et en 1946 inspecteur en chef. Il est également maître de conférences en ethnographie à l'Université de Copenhague de 1945 à 1963.
En 1920, Kaj et Minna Birket-Smith se marient. Kaj Birket-Smith est décédé en 1977, à l'âge de 84 ans. Il est enterré au cimetière de Bispebjerg.

## Récompenses et distinctions
- 1933 : Médaille Hans Egede de la Société géographique royale danoise[3]
- 1938 : Prix Loubat de l'Académie royale des sciences de Suède
- 1939 : Chevalier de l'Ordre du Dannebrog
- 1952 : Médaille commémorative Huxley décernée par l'Institut royal d'anthropologie de Grande-Bretagne et d'Irlande

## Publications
- 1916 : The Greenland bow. København: Bianco Lunos bogtr.
- 1918 : A geographic study of the early history of the Algonquian Indians
- 1920 : Ancient artefacts from the Eastern United States
- 1924 : Ethnography of the Egedesminde District with Aspects of the General Culture of West Greenland
- 1925 : Preliminary report of the Fifth Thule Expedition Physical anthropology, linguistics, and material culture
- 1928 : On the origin of Eskimo culture
- 1928 : Five hundred Eskimo words: A comparative vocabulary from Greenland and Central Eskimo dialects
- 1928 : The Greenlanders of the present day
- 1928 : Physiography of West Greenland
- 1929 : The Caribou Eskimos. Material and social life and their cultural position
- 1929 : Drinking-tube and tobacco pipe in North America
- 1930 : Contributions to Chipewyan ethnology
- 1933 : Geographical notes on the Barren
- 1938 : The Eyak Indians of the Copper River Delta, Alaska
- 1940 : Anthropological observations of the Central Eskimos
- 1943 : The origin of maize cultivation